# 4668 Rayjay
4668 Rayjay este un asteroid din centura principală de asteroizi.

## Descriere
4668 Rayjay este un asteroid din centura principală de asteroizi. A fost descoperit pe 21 februarie 1987 la Observatorul La Silla de Henri Debehogne. Asteroidul prezintă o orbită caracterizată de o semiaxă mare de 3,01 ua, o excentricitate de 0,12 și o înclinație de 9,2° în raport cu ecliptica.